# Lý Ấp Phi
Lý Ấp Phi (tiếng Trung giản thể: 李邑飞; bính âm Hán ngữ: Lǐ Yì Fēi; sinh tháng 1 năm 1964, người Hán) là chính trị gia nước Cộng hòa Nhân dân Trung Hoa. Ông là Ủy viên Ủy ban Trung ương Đảng Cộng sản Trung Quốc khóa XX, hiện là Bí thư Khu ủy Ninh Hạ. Ông nguyên là Phó Bí thư Khu ủy Tân Cương, Bí thư Đảng ủy, Chính ủy Binh đoàn Kiến thiết Tân Cương kiêm Bí thư Đảng ủy, Chủ tịch Tập đoàn Xây dựng mới Trung Quốc. Bí thư Ủy ban Công tác giáo dục Tân Cương; Bộ trưởng Bộ Tổ chức Khu ủy Tân Cương; Thường vụ Tỉnh ủy, Bộ trưởng Bộ Tổ chức Tỉnh ủy Quý Châu; Thường vụ Tỉnh ủy, Tổng thư ký Tỉnh ủy Vân Nam và Tổng thư ký Chính phủ Nhân dân tỉnh Vân Nam.
Lý Ấp Phi là Đảng viên Đảng Cộng sản Trung Quốc, học vị Cử nhân Vệ sinh học, Cử nhân Quản lý kinh tế, Thạc sĩ Kinh tế thương nghiệp, Thạc sĩ Quản lý công cộng. Ông có sự nghiệp hơn 30 năm ở quê nhà Vân Nam trước khi được điều chuyển công tác và tham gia lãnh đạo Tân Cương.

## Xuất thân và giáo dục
Lý Ấp Phi sinh tháng 1 năm 1964 tại huyện Mặc Giang, nay là Huyện tự trị dân tộc Hà Ni Mặc Giang, địa cấp thị Phổ Nhĩ, tỉnh Vân Nam, Cộng hòa Nhân dân Trung Hoa. Ông lớn lên và tốt nghiệp phổ thông ở quê nhà. Tháng 9 năm 1980, năm 16 tuổi, ông tới thủ phủ Côn Minh, trúng tuyển và nhập học Khoa Vệ sinh, Đại học Y Côn Minh. Trong quá trình học đại học, ông được kết nạp Đảng Cộng sản Trung Quốc vào tháng 10 năm 1984, rồi tốt nghiệp Cử nhân chuyên ngành Vệ sinh học vào tháng 7 năm 1985. Tháng 12 năm 1996, ông học cao học tại chức tại Viện nghiên cứu Tài chính, Thương mại và Kinh tế, Viện Khoa học xã hội Trung Quốc, nhận bằng Thạc sĩ Kinh tế thương nghiệp vào tháng 11 năm 1998. Tháng 3 năm 2006, ông theo học Học viện Quản lý công cộng tại Đại học Thanh Hoa, nhận bằng Thạc sĩ Quản lý công cộng vào tháng 1 năm 2008. Về giáo dục chính trị, ông theo học các khóa gồm: khóa đào tạo cán bộ thanh niên, trung niên tại Trường Đảng Tỉnh ủy Vân Nam từ giai đoạn tháng 3–7 năm 1997; khóa bồi dưỡng cán bộ miền Tây Trung Quốc tại Trường Đảng Trung ương Đảng Cộng sản Trung Quốc từ tháng 9 năm 2002 đến tháng 1 năm 2003. Bên cạnh đó, tại Trường Đảng Trung ương, ông cũng theo học khóa đào tạo cán bộ chuyên môn từ tháng 8 năm 1997 đến tháng 12 năm 1999 và nhận bằng Cử nhân Quản lý kinh tế.

## Sự nghiệp

### Các giai đoạn
Tháng 7 năm 1985, sau khi tốt nghiệp đại học, Lý Ấp Phi bắt đầu sự nghiệp của mình khi được nhận lại làm cán bộ Khoa Vệ sinh của Đại học Y Côn Minh. Tháng 10 năm 1986, ông được chuyển vào cơ quan nhà nước, là chuyên viên tại Sảnh Nhân sự và Lao động tỉnh Vân Nam. Ông là chuyên viên Sảnh Lao động trong 10 năm, giữ vị trí Tổ trưởng Tổ công tác  thôn Tiểu Hà, hương Phát Đạt, nay là Trấn kinh tế Phát Đạt, huyện Di Lương, địa cấp thị Chiêu Thông, tỉnh Vân Nam. Tháng 3 năm 1996, ông được bổ nhiệm làm Phó Trưởng phòng Giám sát vệ sinh an toàn lao động của Sảnh Lao động, và chuyển sang làm Phó Trưởng phòng An toàn lao động của Ủy ban Kinh tế và Thương mại tỉnh Vân Nam từ tháng 11 năm 1998. Tháng 9 năm 2000, ông nhậm chức Phó Trưởng ban Công nghiệp I rồi Trưởng ban Công nghiệp I của Ủy ban Kinh tế và Thương mại tỉnh từ tháng 1 năm 2001.
Tháng 11 năm 2001, Lý Ấp Phi được bổ nhiệm làm Phó Cục trưởng Cục Địa chất màu tỉnh Vân Nam. Sau đó, tháng 7 năm 2003, ông được điều về khối cơ quan địa phương, nhậm chức Phó Bí thư Châu ủy Châu tự trị dân tộc Tạng Địch Khánh, kiêm Bộ trưởng Bộ Tổ chức Châu ủy từ tháng 6 năm 2005. Tháng 12 năm 2009, ông được điều về thủ phủ, nhậm chức Phó Bí thư Thành ủy thành phố Côn Minh, bậc lên chính sảnh, địa, kiêm nhiệm Hiệu trưởng Trường Đảng Thành ủy từ tháng 1 năm 2010, Bí thư Ủy ban Chính Pháp từ tháng 1 năm 2011. Tháng 12 năm 2012, ông được bổ nhiệm làm Phó Bí thư Đảng tổ, Chủ nhiệm Sảnh Văn phòng, Phó Tổng thư ký Chính phủ Nhân dân tỉnh Vân Nam và là Ủy viên Đảng tổ, Tổng thư ký, Chủ nhiệm Sảnh Văn phòng từ tháng 2 năm 2015.
Tháng 1 năm 2016, Lý Ấp Phi được điều chuyển làm Bí thư Đảng ủy Khối công tác cơ quan tỉnh, Tổng thư ký Tỉnh ủy Vân Nam, rồi được bầu vào Ban Thường vụ Tỉnh ủy, cấp phó tỉnh, bộ từ tháng 5 năm 2016. Tính đến thời điểm này, ông có hơn 30 năm sự nghiệp công tác ở quê nhà Vân Nam. Tháng 3 năm 2017, ông được điều chuyển công tác tới tỉnh Quý Châu, vào Ban Thường vụ Tỉnh ủy, nhậm chức Bộ trưởng Bộ Tổ chức Tỉnh ủy Quý Châu cho đến năm 2020.

### Tân Cương
Tháng 5 năm 2020, Bộ Tổ chức, Ban Bí thư Trung ương Đảng họp bàn và điều động Lý Ấp Phi tới Tân Cương, vào Ban Thường ủy Đảng ủy Khu tự trị Duy Ngô Nhĩ Tân Cương, nhậm chức Bộ trưởng Bộ Tổ chức Khu ủy từ tháng 6 cùng năm. Tháng 7 năm 2021, ông là Phó Bí thư Khu ủy, Bí thư Ủy ban Công tác giáo dục Tân Cương. Sau đó, ngày 19 tháng 10 năm 2021, Tổng lý Lý Khắc Cường quyết định bổ nhiệm ông làm Bí thư, Chính ủy Binh đoàn sản xuất và xây dựng Tân Cương cấp chính bộ, tỉnh, kiêm Bí thư Đảng ủy, Chủ tịch Tập đoàn Xây dựng mới Trung Quốc (中国新建集团公司), kế nhiệm Vương Quân Chính, tham gia lãnh đạo Tân Cương. Cuối năm 2022, ông tham gia Đại hội Đảng Cộng sản Trung Quốc lần thứ XX từ đoàn đại biểu Tân Cương. Trong quá trình bầu cử tại đại hội, ông được bầu là Ủy viên Ủy ban Trung ương Đảng Cộng sản Trung Quốc khóa XX.